# Moisés Aldape
Moisés Aldape Chávez (León, 14 augustus 1981) is een Mexicaans voormalig professioneel wielrenner. Hij is de jongere broer van oud-wielrenner Antonio Aldape.
Hij deed namens Mexico mee aan de Olympische Spelen van 2008 in Peking, en was de enige Mexicaan tijdens de wegwedstrijd. Hij eindigde als 47e.

## Belangrijkste overwinningen
2003
GP Capodarco
2004
Trofeo Internazionale Bastianelli
GP Capodarco
2008
5e etappe Cascade Classic
2009
4e etappe Cascade Classic

## Resultaten in voornaamste wedstrijden
| Jaar | Ronde van Italië | Ronde van Frankrijk | Ronde van Spanje |
| ---- | ---------------- | ------------------- | ---------------- |
| 2006 | opgave           |                     |                  |
| 2007 |                  |                     |                  |

| Jaar | Ronde van Lombardije |  | WK op de weg |
| ---- | -------------------- |  | ------------ |
| 2006 |                      |  | 30e          |
| 2007 | opgave               |  |              |